# Třebovka
La Třebovka est une rivière de Tchéquie de 41 km de long qui est un affluent de la Tichá Orlice, elle est donc un sous-affluent de l'Elbe.